# Ganmodoki

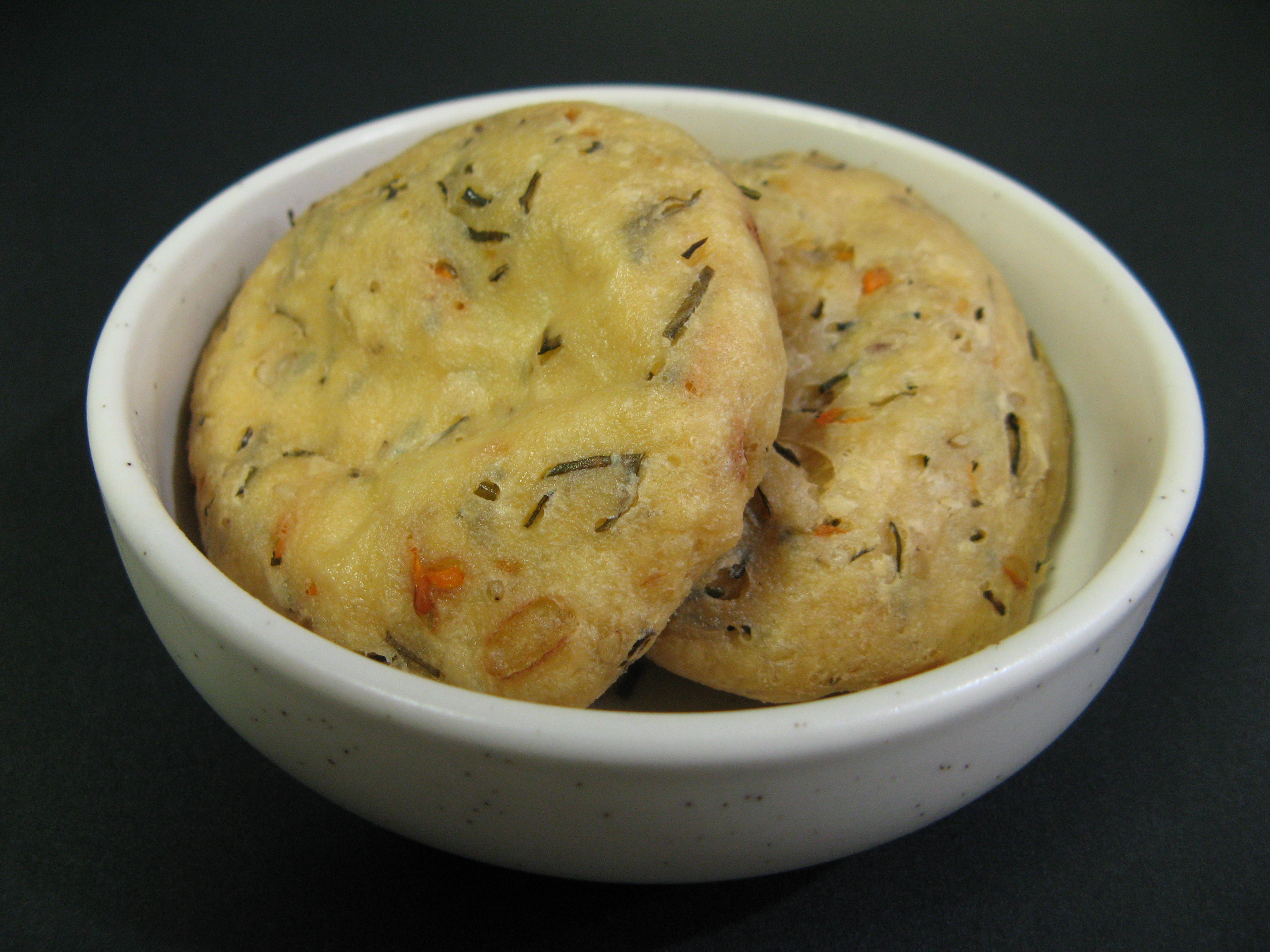
Ganmodoki.

El ganmodoki (がんもどき, 雁擬き?) es una fritura de tofu con verdura, clara de huevo y semilla de sésamo. Su nombre, que se traduce como ‘pseudo-ganso’, se debe a que se dice que sabe como esta ave. A veces se abrevia como ganmo.
En la región de Kansai, el ganmodoki se llama hiryuzu o hirousu, de la palabra portuguesa filhos.